# Pryšec tuhý

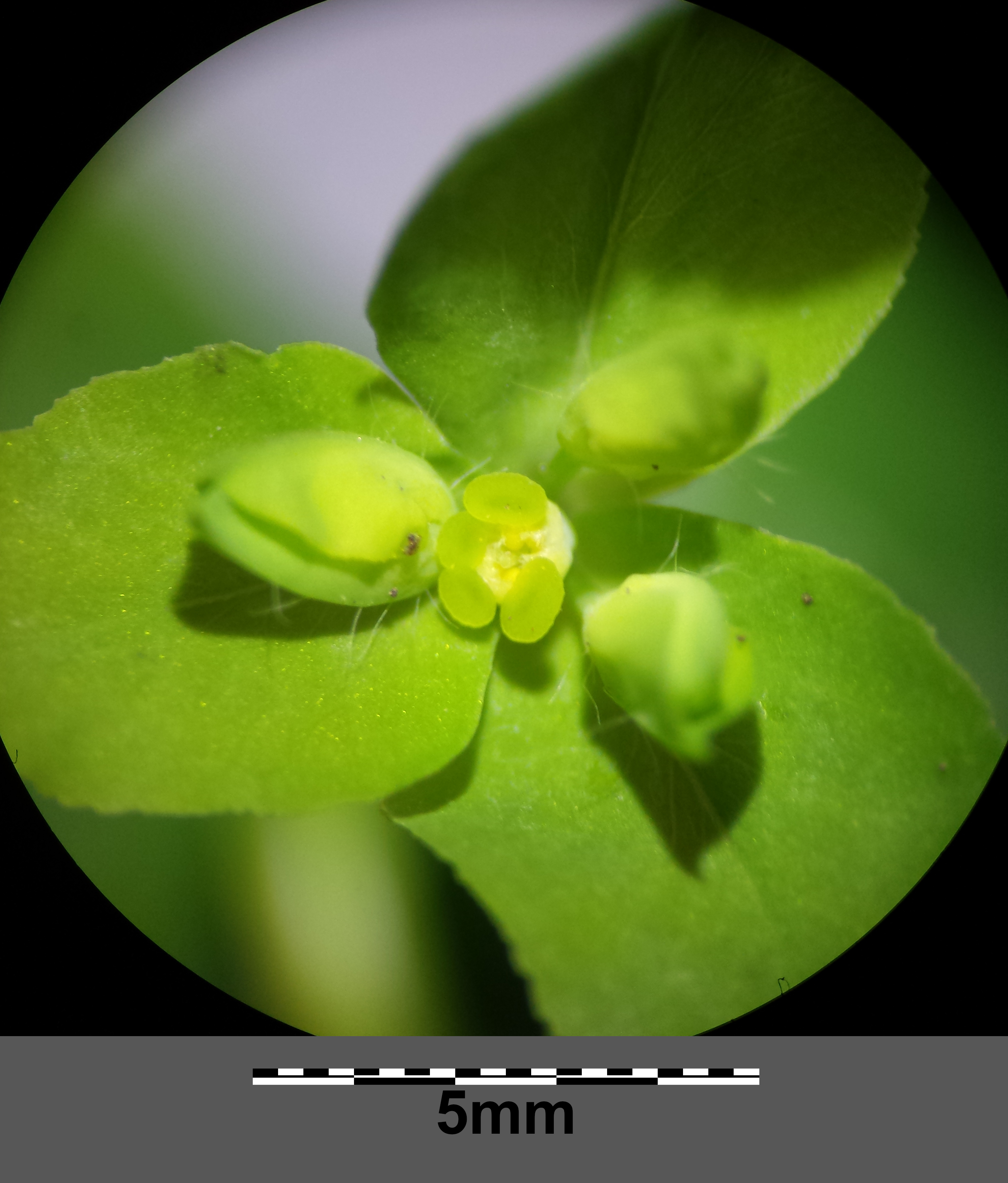
Květenství

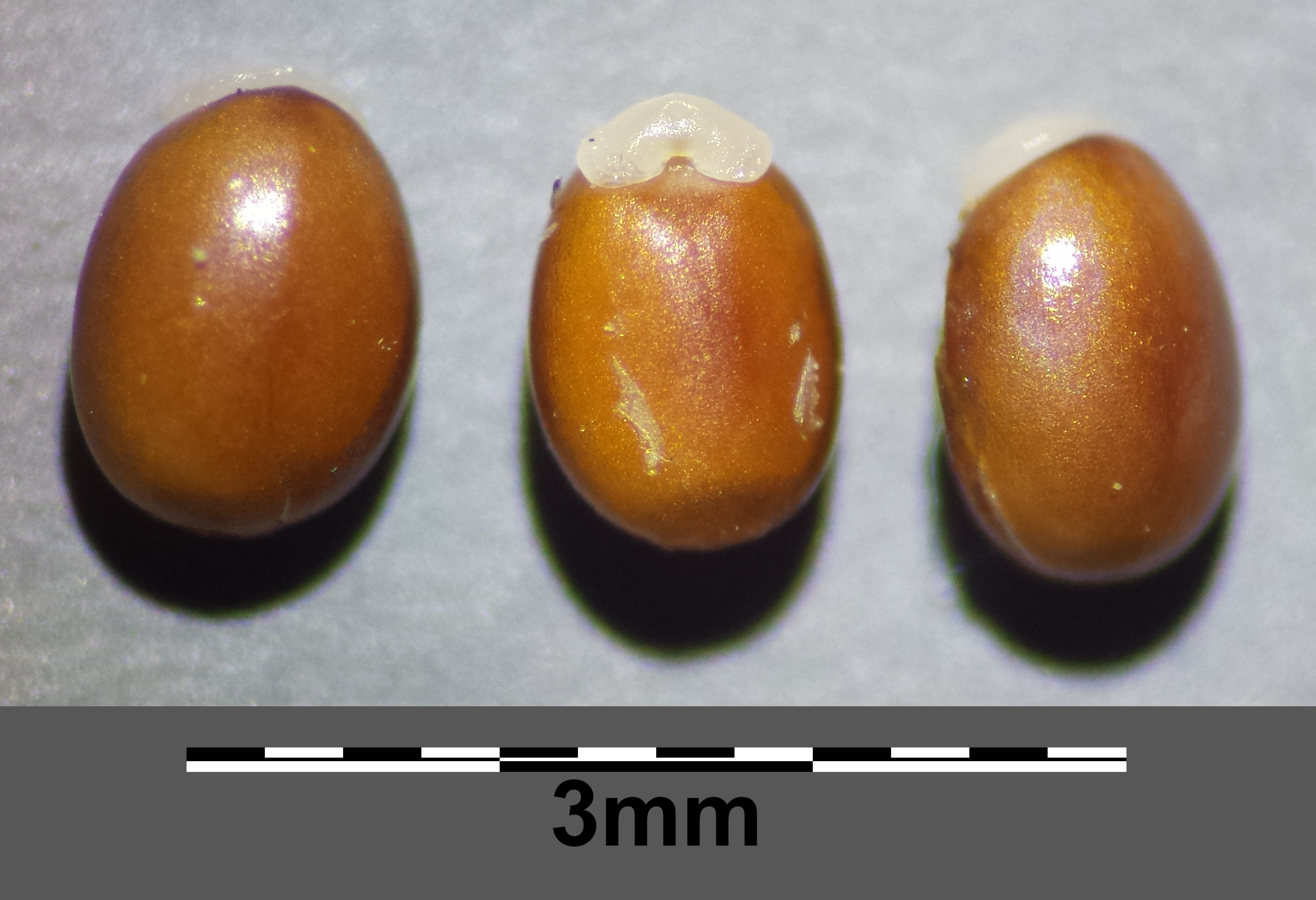
Semena

Pryšec tuhý (Euphorbia stricta) je jednoletá žlutavá bylina s málo větvenou, přímou lodyhou vysokou 30 až 60 cm. Tento v české přírodě původní druh je planě rostoucí rostlina bez ekonomického významu. Je toxická, neboť při poranění roní hořké bílé mléko, jež má sloužit pro odpuzení býložravců, v rostlině je pod tlakem a z pochroumaného místa přímo stříká. Lidem může po potřísnění vážně podráždit kůži a způsobit akutní dermatitidu či poškodit zrak. Dřívější přiřazení do rodu Tithymalus je považováno za neoprávněné.
V české přírodě je následkem úbytku přirozených stanovišť pryšec tuhý na ústupu a je tudíž považován za ohrožený druh (C3), zákonem ale chráněný není.

## Rozšíření
Druh s převážně evropským areálem rozkládajícím se od západní Evropy přes střední, jižní a severní Evropu až po Ukrajinu a jih Ruska na východě. Izolované lokality má na Severním Kavkaze, jižním Kavkaze a v Íránu. Druhotně byl zavlečen do Spojených států amerických a na Nový Zéland.
V České republice roste pouze řídce, nejvíce je jeho výskyt koncentrován do oblasti Beskyd na severovýchodě Moravy, kde je rozšířený hlavně na naplaveninách v povodí řeky Morávky. Jeho semena jsou vodními toky šířena na střední a jihovýchodní Moravu, kde ale nebývá častou bylinou. Více se vyskytuje také v moravské části Českomoravské vrchoviny.

## Ekologie
Rostlina roste na půdách mokrých a na živiny bohatých, na vlhkých loukách, v příkopech, na březích vodních ploch a podél potoků, na rumištích a někdy i jako polní plevel ve vytrvalých pícninách nebo okopaninách. Tento terofyt se obvykle nevyskytuje hromadně, a proto není považován za nebezpečný plevel. Kvete postupně od května do srpna, v teplých oblastech s výživnou zeminou až do konce září. Počet chromozomů 2n = 14.

## Popis
Jednoletá až krátce vytrvalá bylina s lodyhou v době květu vysokou 30 až 60 cm, jež vyrůstá z jednoduchého kořene. Lodyha je lysá, přímá až vystoupavá, nerozvětvená nebo pouze řídce větvená a porostlá ve spodní části přisedlými, střídavými, podlouhlými až kopinatými listy a v horní části hojnými úžlabními květenstvími, cyathiy. Listy mají čepel vejčitou až podlouhle obvejčitou, dlouhou 2 až 3 cm a širokou od 0,5 do 1 cm, na bázi klínovitě přisedlou, na vrcholu špičatou, po obvodě drobně pilovitou a oboustranně sytě zelenou s tmavými tečkami. Podpůrné listeny lichookolíků jsou podobné listům.
Květenství cyathia vyrůstající v koncových i úžlabních lichookolících jsou bohatě větvená, koncový lichookolík mívá tři až pět dále rozvětvených větví. Nesrostlé zákrovní listence jsou světlezelené bez bílého lemu, trojúhelníkovité či vejčité a mají vyniklou střední žilku končící krátkým hrotem. Květy jsou jednopohlavné a bezobalné, samčí (umístěné po obvodě) mají jednu krátkou tyčinku s prašníkem, ve středu umístěný květ obsahuje třemi plodolisty tvořený semeník se třemi vajíčky a čnělku s rozeklanou bliznou. Čtyři příčně oválné žlázky květů jsou hnědožluté. Květy produkují nektar a jsou opylovány létajícím hmyzem, nejčastěji blanokřídlými.
Plody jsou kulovité, žlábkovité, trojpouzdré, explozivně pukající, 2 mm velké tobolky, které jsou na povrchu pokryté válcovitými bradavkami. Vypouštějí vejčitá, asi 1,5 mm velká semena, která jsou hladká, červenohnědá a obsahují toxické kyanogenní sloučeniny, po požití lidem způsobují ostrý průjem.

## Možnost záměny
Často bývá pryšec tuhý zaměňován s pryšcem plocholistým (Euphorbia platyphyllos), který má ovšem listy žlutozelené (nikoliv sytě zelené) a bradavky na tobolkách polokulovité (a ne válcovité). Tvar bradavek se považuje za základní rozlišovací znak.

## Rozmnožování
Bylina se rozmnožuje výhradně pohlavně, semeny, která klíčí poměrně pozdě, až za vyšší teploty půdy. Pukající tobolky vystřelují zralá semena do vzdálenosti několika metrů. Jen o málo dál semena roznášejí mravenci, pro které je lákavá sladká tekutina na povrchu semene. Vypadaná semena může také šířit přívalová voda nebo poryvy větru.